# Wiley (rapper)
Wiley, pseudonimo di Richard Kylea Cowie, Jr. (Londra, 19 gennaio 1979), è un produttore discografico e rapper britannico, fondatore e pioniere del genere musicale underground Grime, formatosi nell'Eastend londinese nei primi anni del nuovo millennio.
Inoltre è uno dei membri originali della crew Roll Deep.

## Scena Underground
Wiley si fa sentire la prima volta sulla scena nel 2000 con i "The Hit Squad" una crew UK Garage formata da lui e dai suoi compagni di scuola DJ Target e MC Maxwell D around 2000.
Decidono di unirsi alla crew rivale "Pay As U Go", con i quali registrano nel 2002 "Champagne Dance" che riuscì ad entrare nella top 40.
Dopo che questi si sciolsero a causa delle forti personalità presenti nella crew, fonda assieme a Dizzee Rascal e Tinchy Stryder i "Roll Deep" che cominciano a suonare un nuovo genere musicale underground conosciuto al tempo come "Eskibeat" poi diventato "Grime".
Nel 2004 registra alcuni album da singolo importanti per la scena underground londinese, sotto la XL Records scrive "What Do You Call It ?" e "Pies", i due singoli più importanti del disco "Treddin' On Thin Ice".
Nel 2007 pubblica "Play Time Is Over" sotto la "Big Dada", inoltre registra "Letter To Dizzee" un dissing rivolto all'ex compagno Dizzee Rascal.

## Passaggio al commerciale
Nel 2008 Wiley registra "Wearin' My Rolex". Questo viene vista da molti come il suo passaggio dall'underground al commerciale, da questo momento "Kano" prese il suo posto come "Lord of the Mic's" ovvero "Lord Dei Mic".
Lo stesso anno Wiley registra l'album "Grime Wave" che fu descritto dal "The Times" come un album "Pre-Rolex".
Successivamente pubblica "Soo Clear Now" contenente le hit "Wearin' My Rolex", "Cash In My Poket" e "Summer Time". Nonostante il notevole successo Wiley decide di abbandonare l'etichette "Asylum".
Nel 2010 Wiley ha dichiarato di voler creare un "super gruppo" di artisti chiamata A-List. Nel 2012 collabora con Conor Maynard nella canzone "Animal".
Il 4 aprile 2013, pubblica l'album The Ascent, anticipato dai singoli Heatwave, Can You Hear Me? con la collaborazione di Skepta e Jme e infine Reload con Chipmunk. In tutti e tre i singoli c'è anche la partecipazione della cantante Ms D.

## Discografia

### Album
- 2004 - Treddin' On Thin Ice
- 2006 - Da 2nd Phaze
- 2007 - Playtime Is Over
- 2008 - Grime Wave
- 2008 - See Clear Now
- 2009 - Race Against Time
- 2011 - 100% Publishing
- 2012 - Evolve Or Be Extinct
- 2013 - The Ascent
- 2014 - Snakes & Ladders
- 2017 - Godfather

### EP
- 2011 Chill Out Zone
- 2015 #8

### Mixtape
- 2006 Tunnel Vision Vol 1
- 2006 Tunnel Vision Vol 2
- 2006 Tunnel Vision Vol 3
- 2007 Tunnel Vision Vol 4
- 2007 Tunnel Vision Vol 5
- 2008 Tunnel Vision Vol 6
- 2008 Umbrella Vol 1
- 2010 The Elusive
- 2011 Offload Volume 1
- 2011 Creating a Buzz, Volume 1
- 2012 It's All Fun and Games Till, Vol.1
- 2013 It's All Fun and Games Till, Vol.2
- 2014 Ya Dun Know Vol. 1

### Altro
- 2010 Avalanche Music 1
- 2010 The Eski Sound

### Collaborazioni

#### Roll Deep
- 2005 In At The Deep End
- 2007 Rules and Regulations
- 2008 Return of the Big Money Sound
- 2009 Street Anthems
- 2010 Winner Stays On

#### A-List
- A List Album (TBA)[non chiaro]